# Jean-Baptiste-René Robinet
Jean-Baptiste-René Robinet (Rennes, 23 giugno 1735 – Rennes, 24 marzo 1820) è stato un filosofo e naturalista francese, noto per essere stato uno dei precursori dell'evoluzionismo ed uno dei continuatori dell′Encyclopédie di Diderot.

## L'opera
Nella sua opera La natura (De la Nature), pubblicata nel 1761, Robinet formulò l'ipotesi che gli organismi viventi si trasformino in modo tale da formare una catena ininterrotta, idea che sviluppò successivamente in Considerazioni filosofiche sulla gradazione delle forme dell'essere, o i tentativi della natura per imparare a produrre l'uomo (Considérations philosophiques de la gradation des formes de l'être, ou les essais de la nature qui apprend à faire l'homme) e in Parallelismo fra la condizione e le facoltà dell'uomo e la condizione e le facoltà degli altri animali (Parallèle de la condition et des facultés de l'homme avec la condition et les facultés des autres animaux), pubblicati nel 1768 e nel 1769. Scrive anche: «Nella sequenza prodigiosamente varia dagli animali inferiori all'uomo, vedo la Natura al lavoro avanzare a tentoni verso quell'Essere superiore che corona la sua opera. Per quanto sia impercettibile il progresso che essa fa con un solo passo, cioè con qualsiasi nuovo prodotto, con ogni variazione del progetto primitivo che sia realizzata, esso diviene molto chiaro dopo un certo numero di metamorfosi. […] Quando si studia la macchina umana, questa moltitudine immensa di sistemi combinati in uno solo, questa enorme quantità di parti, di molle, di motori, di ingranaggi, di movimenti, il cui numero schiaccia la mente, sebbene non se ne conosca che una minima parte, non ci si stupisce che sia stata necessaria una successione così lunga di aggiustamenti e di spostamenti, di composizioni e di dissoluzioni, di addizioni e di soppressioni, di alterazioni, di cancellazioni, di trasformazioni di tutti i generi, per portare a un'organizzazione così sapiente e meravigliosa.» Robinet tuttavia non è che uno dei numerosi precursori della teoria dell'evoluzione delle specie che sarà poi enunciata e codificata nell'opera di Darwin.
Robinet fu anche uno dei continuatori dell′Encyclopédie, di cui pubblicò nel 1776-1777 un supplemento in quattro volumi, in collaborazione in particolare con Panckoucke. Partecipò inoltre all'edizione del Dizionario universale delle scienze morali, economiche, politiche e diplomatiche, o Biblioteca dell'uomo politico e del cittadino (Dictionnaire universel des sciences morale, économique, politique et diplomatique, ou Bibliotheque de l'homme-d'état et du citoyen) nel 1777-1778.
Si devono peraltro a Robinet, che fu censore reale prima della Rivoluzione francese, diverse traduzioni in francese dall'inglese, in particolare di opere di David Hume, di Frances Sheridan e di John Gregory.